# John Carden

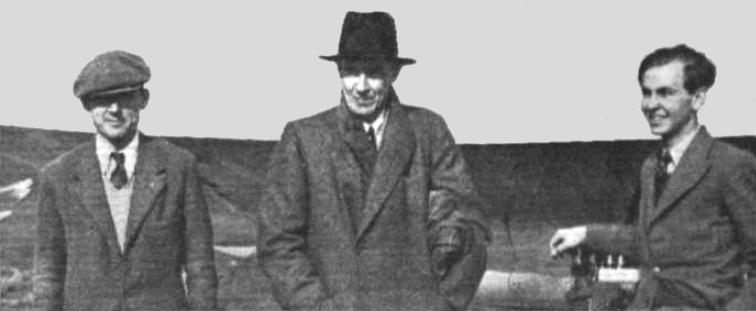
John Carden in het midden

Sir John Valentine Carden (6 februari 1892 – 10 december 1935) was een technicus en Engelse militaire voertuigontwerper.
John Valentine Carden werd geboren in Londen. Zonder een specifieke vooropleiding, maar met een sterk gevoel voor techniek, was hij tussen 1914 en 1916  actief als ontwerper en producent van kleine, één persoon, personenwagens die werden verkocht onder de Carden merknaam.
In de Eerste Wereldoorlog nam hij dienst in het Britse leger en klom op naar de rang van kapitein. Tijdens zijn diensttijd kreeg hij kennis van militaire voertuigen met rupsbanden zoals de Amerikaanse Holt tractor. Deze laatste werd op grote schaal ingezet als artillerietrekker voor zwaar geschut. 

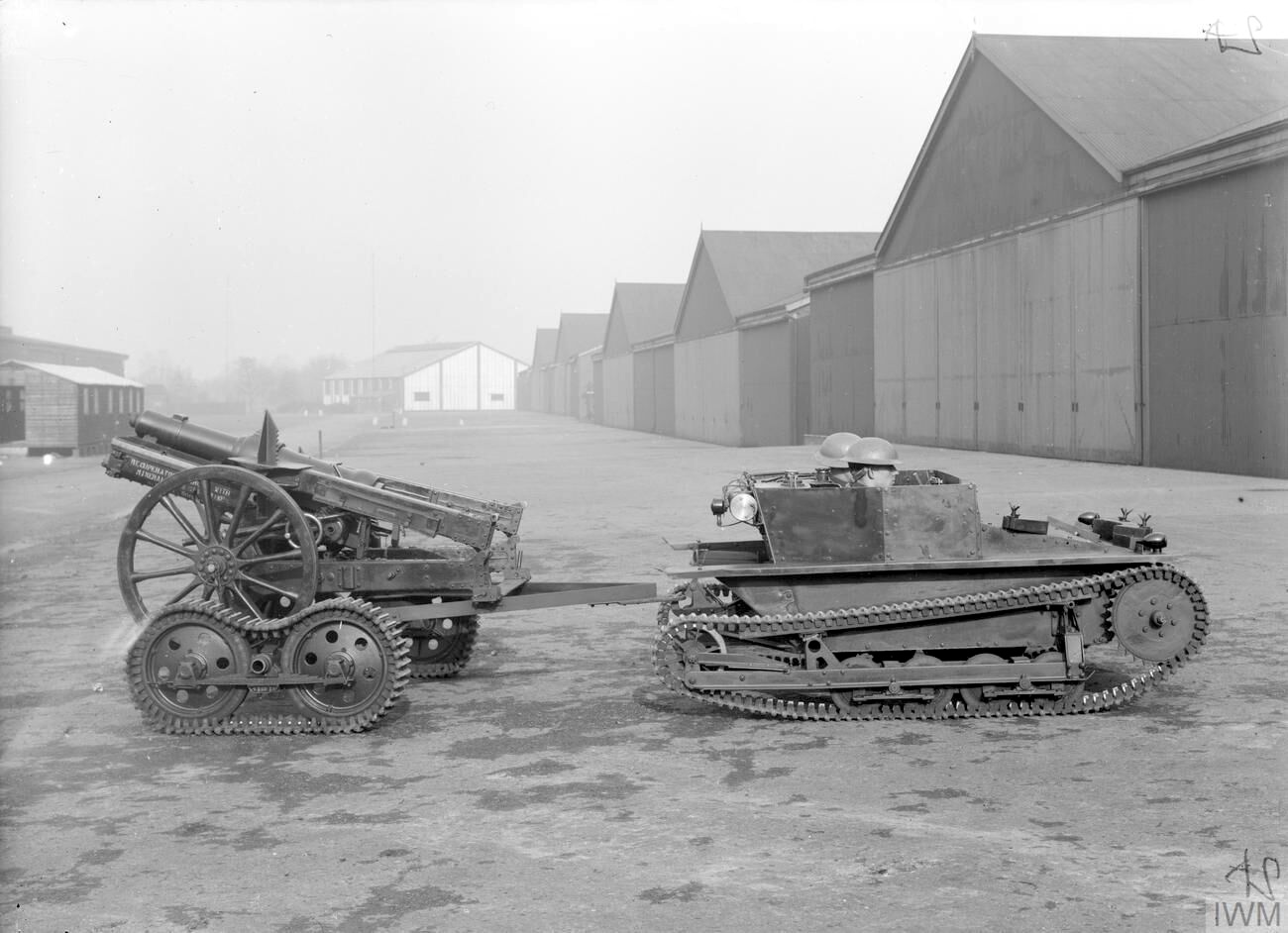
Carden-Loyd tankette

Na de oorlog pakte hij de ontwikkeling en productie van personenwagens weer op. Medio jaren twintig richtte hij met Vivian Loyd, ook een ontwerper van personenwagens, een bedrijf op onder de naam Carden-Loyd gevestigd in Chertsey. Samen werkten ze aan lichte voertuigen met rupsbanden voor militair gebruik, de zogenaamde tankettes. Het eerste succesvolle model was Carden-Loyd eenmanstank die in 1925 aan het publiek werd getoond. Deze werd in de daaropvolgende jaren verbeterd en kreeg als typeaanduiding Mk II en Mk III. Bij de vierde versie, Mk IV, werd het voertuig geschikt gemaakt voor twee personen. Al deze ontwerpen werden op bescheiden schaal geproduceerd, maar de verwachtingen waren hoog gespannen. In maart 1928 werd Carden-Loyd overgenomen door het Britse defensiebedrijf Vickers-Armstrongs. Carden trad in dienst bij Vickers als technisch directeur. 
De ontwikkeling van de tankettes lag niet stil en de Mk VI, het meest succesvolle model, was het resultaat. Het was relatief eenvoudig te produceren en de productiekosten waren laag. Dit voertuig werd op grote schaal geproduceerd, het Britse leger alleen bestelde er 350 exemplaren van, en ook geëxporteerd naar 16 landen. Het model werd door diverse landen gebruikt als de basis van de eigen ontwikkeling van lichte tanks, zoals de Italiaanse L3/35 en de Russische T-27. De eerste Britse amfibische tank was ook een ontwerp van hem.

Carden en Loyd ontwierpen ook lichte tanks zoals de A9 en A10 Cruiser tanks. Dit waren de voorlopers van de Valentine tank, de meest geproduceerd Britse tank van de Tweede Wereldoorlog. Naast tanks zijn ze ook bekend geworden voor hun ontwerpen van artillerietrekkers en andere rupsvoertuigen. Het VA D50 model was het prototype voor de veelgebruikte Bren Carrier tijdens de Tweede Wereldoorlog.

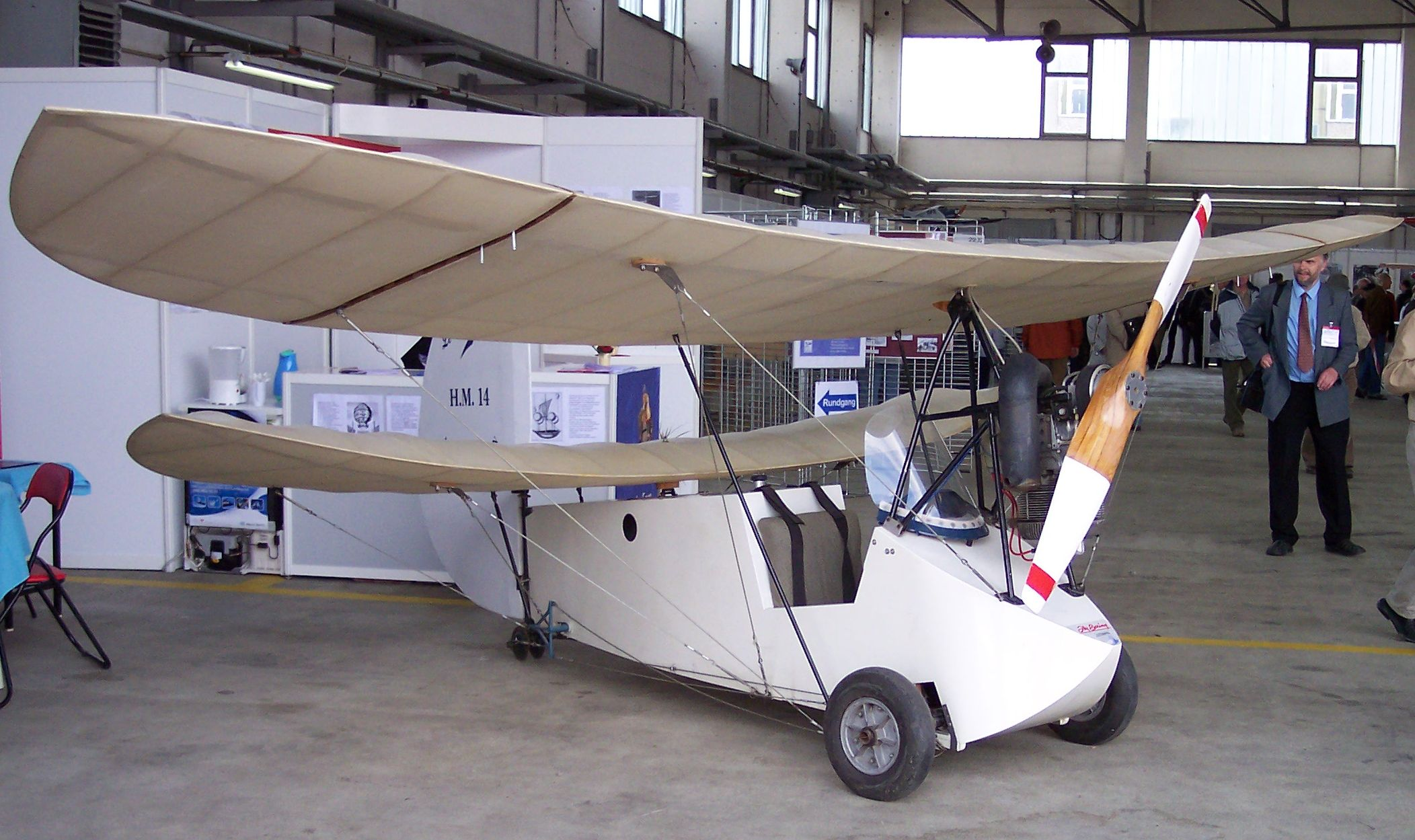
Mignet HM.14 of Flying Flea

Carden had ook interesse in vliegtuigen. Hij maakte een ultralicht vliegtuig op basis van de Franse Mignet Pou-du-Ciel of Flying Flea. In 1935 richtte Carden hiervoor een apart bedrijf op, Carden Aero Engines Ltd, een producent van vliegtuigmotoren. Uitgaande van een 10 pk benzinemotor van Ford ontwierp hij een Carden-Ford 31 pk viercilinder vliegtuigmotor. Later ging dit bedrijf op in Carden Baynes Aircraft Ltd; Baynes fabriceerde zweefvliegtuigen. In de zweefvliegtuigen werd een bescheiden motor geplaatst om, zonder hulp van buitenaf, op te kunnen stijgen. Deze motor had een cilinderinhoud van 249 cc en een vermogen van 9 pk.
John Carden kwam om in een vliegtuig ongeval in Surrey op 10 december 1935.

## Naslagwerk
- (en)  Christopher F. Foss, Peter McKenzie, The Vickers Tanks, 1995, ISBN 978-1-899506-10-1